# 徳島市立体操センター
徳島市立体操センター（とくしましりつたいそうセンター）は、徳島県徳島市論田町にある体操競技に関する施設。

## 概要
本格的な体操競技練習会場であり、市外や県外からの利用者も多く、体操競技の拠点となっている。親子体操教室や男女体操競技選手コース、3B体操コースと幅広いコースが設けられている。
韓国・ソウル特別市のクラブチームをはじめ、慶應義塾大学、関西学院大学、関西大学、同志社大学、立命館大学等の大学体操部や各小・中・高生のクラブチームが長期休暇等を利用し、交換練習会を行っている。
交換練習会等の際、近隣にある徳島市立青少年交流プラザに宿泊することが多い。

### 開館時間
- 9:00〜21:00
- 1月1日〜1月3日、12月29日〜12月31日

## 交通
- 徳島バス、小松島市営バス「大江橋停留所」より徒歩10分。
- JR徳島駅より車で約30分。